# Вильяверде, Рамон Альберто
Рамон Альберто Вильяверде Васкес (исп. Ramón Alberto Villaverde; 16 марта, 1930, Монтевидео, Уругвай — 15 сентября 1986, Барселона, Испания) — уругвайский футболист, наиболее известный по выступлениям за ФК «Барселона» на позиции нападающего.

## Карьера
Начал карьеру в уругвайском Ливерпуле, за команду провёл один сезон, после чего перешёл в Кукута Депортиво. В 1953 году, после двух сезонов в колумбийском клубе, перешёл в Мильонариос, где играл в одной команде с будущей легендой мадридского Реала Альфредо Ди Стефано. За бело-синих провёл 25 матчей, в которых отличился 15 раз.
Перед переходом в испанскую Барселону Вильяверде принял участие в товарищеском матче за эквадорский Эмелек против Ньюэллс Олд Бойз, матч завершился победой клуба Вильяверде. 8 июля 1954 года игрок официально перешёл в состав Барселоны. 12 сентября 1954 года состоялся дебют нападающего за клуб (в первом матче сезона против Севильи). Матч закончился победой Барселоны со счётом 4:2 (Вильяверде открыл счёт в матче).
Можно считать, что Вильяверде опередил своё время, так как он мог во время матча менять свою позицию, часто уходя на позицию оттянутого форварда и тесно взаимодействуя с полузащитой (если было необходимо, уругваец и сам мог уходить в полузащиту).
За Барселону Вильяверде провёл 162 матча, в которых забил 53 мяча, в том числе 34 матча в турнирах УЕФА (13 голов). В общей сложности за сине-гранатовых нападающий провёл 322 официальных матча, в которых отличился 136 раз.
10 февраля 1960 года в первом матче 1/4 финала Кубка чемпионов Барселона обыграла Вулверхэмптон 4:0 (дублем отметился Вильяверде, ещё по голу забили Кубала и Эваристо). В ответной встрече в Англии (2 марта) Барселона вновь одержала верх: 2:5 (Вильяверде забил один гол, а Ладислав Кубала оформил покер).
Из-за спада в карьере Вильяверде не играл в финале Кубка Европейских чемпионов 1961 против Бенфики, однако оставался в клубе вплоть до 1963 года. Последний сезон в своей футбольной карьере Вильяверде провёл за испанский Расинг Сантандер.
Умер в Барселоне 15 сентября 1986 года в возрасте 56 лет из-за проблем с сердцем.

## Достижения
Барселона
- Чемпион Испании (2): 1958/59, 1959/60
- Обладатель Кубка Испании по футболу (3): 1957, 1958/59, 1962/63
- Обладатель Кубка ярмарок: (2): 1955/58, 1958/60
- Итого: 7 трофеев

## Статистика выступлений
| Выступление      | Выступление      | Выступление      | Лига | Лига | Кубок страны | Кубок страны | Еврокубки | Еврокубки | Другие | Другие | Итого | Итого |
| Клуб             | Лига             | Сезон            | Игры | Голы | Игры         | Голы         | Игры      | Голы      | Игры   | Голы   | Игры  | Голы  |
| ---------------- | ---------------- | ---------------- | ---- | ---- | ------------ | ------------ | --------- | --------- | ------ | ------ | ----- | ----- |
| Барселона        | Примера          | 1954/55          | 27   | 14   | 3            | 0            | —         | —         | —      | —      | 30    | 14    |
| Барселона        | Примера          | 1955/56          | 29   | 13   | 4            | 2            | 2         | 2         | —      | —      | 35    | 17    |
| Барселона        | Примера          | 1956/57          | 15   | 4    | 5            | 4            | —         | —         | —      | —      | 20    | 8     |
| Барселона        | Примера          | 1957/58          | 12   | 5    | 0            | 0            | 2         | 0         | —      | —      | 14    | 5     |
| Барселона        | Примера          | 1958/59          | 1    | 0    | 8            | 1            | 2         | 1         | —      | —      | 11    | 2     |
| Барселона        | Примера          | 1959/60          | 18   | 3    | 1            | 0            | 9         | 4         | —      | —      | 28    | 7     |
| Барселона        | Примера          | 1960/61          | 19   | 3    | 3            | 3            | 9         | 2         | —      | —      | 31    | 8     |
| Барселона        | Примера          | 1961/62          | 22   | 10   | 2            | 0            | 8         | 1         | —      | —      | 32    | 11    |
| Барселона        | Примера          | 1962/63          | 19   | 1    | 2            | 0            | 2         | 1         | —      | —      | 23    | 2     |
| Барселона        | Итого            | Итого            | 162  | 53   | 28           | 10           | 34        | 11        | 0      | 0      | 224   | 74    |
| Расинг           | Сегунда          | 1963/64          | 7    | 2    | 0            | 0            | —         | —         | —      | —      | 7     | 2     |
| Расинг           | Итого            | Итого            | 7    | 2    | 0            | 0            | 0         | 0         | 0      | 0      | 7     | 2     |
| Всего за карьеру | Всего за карьеру | Всего за карьеру | 169  | 55   | 28           | 10           | 34        | 11        | 0      | 0      | 231   | 76    |